# فرانک سرول
فرانک سرول (انگلیسی: Frank Cervell; ۲۲ فوریهٔ ۱۹۰۷ – ۳ سپتامبر ۱۹۷۰) فرد نظامی و از برندگان مدال‌های المپیک تابستانی اهل سوئد بود.